# 朗德 (多姆山省)
朗德（法語：Lempdes，法語發音：[lɑ̃d]）是法国多姆山省的一个市镇，位于省会克莱蒙费朗市区东部，是克莱蒙费朗城市圈的一部分，属于克莱蒙费朗区。

## 地理
朗德（45°46'16"N, 3°11'37"E）面积12.3 平方千米，位于法国奥弗涅-罗讷-阿尔卑斯大区多姆山省，该省份为法国中南部省份，北起阿列省接壤，东临卢瓦尔省，南至上盧瓦爾省和康塔爾省，西接科雷兹省和克勒兹省。
与朗德接壤的市镇（或旧市镇、城区）包括：欧纳、克莱蒙费朗、奥弗涅地区库尔农、蓬迪沙托、阿列河畔米尔。

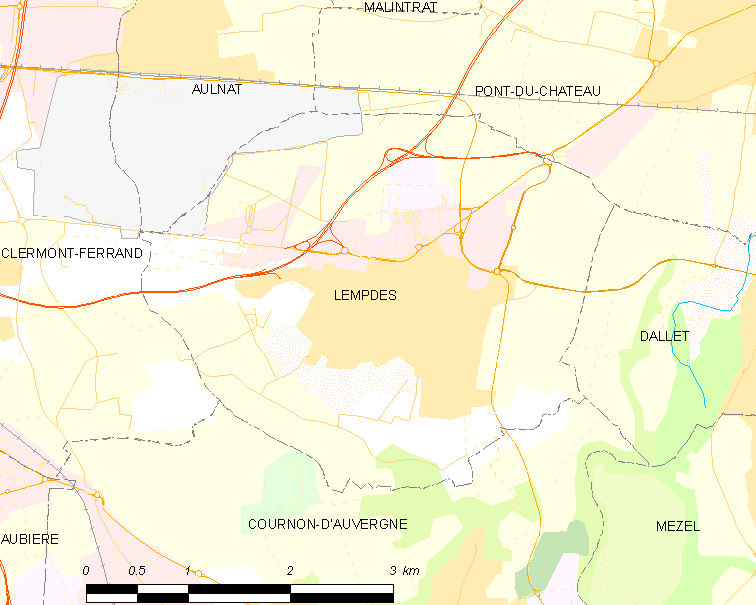
的OSM定位图

朗德的时区为UTC+01:00、UTC+02:00（夏令时）。

## 行政
朗德的邮政编码为63370，INSEE市镇编码为63193。

## 政治
朗德所属的省级选区为蓬迪沙托县。

## 人口

1962-2008年间人口变化图示

朗德于2022年1月1日时的人口数量为8646人。